# Helga Rohra
Helga Rohra, geb. Helga Anneliese Schüller, * 19. April 1953 in Siebenbürgen, ist eine deutsche Demenz-Aktivistin mit Wohnsitz in München. Bei Helga Rohra wurde mit 54 Jahren eine Lewy-Body-Demenz diagnostiziert. Sie erhielt 2014 für ihren Einsatz für die Rechte von Menschen mit Demenz den Deutschen Engagementpreis.

## Biografie
Helga Rohra wurde in Siebenbürgen geboren und kam 1972 als Aussiedlerin über Nürnberg nach München. Sie absolvierte eine Ausbildung als Dolmetscherin mit den Sprachen Englisch, Französisch und Italienisch. Als freiberufliche Dolmetscherin war sie auf medizinische Themen spezialisiert und auf Kongressen und Tagungen tätig. Nachdem sie zunehmende Probleme bei Formulierungen und in der Wortfindung bemerkte, wurde im Jahr 2009 bei ihr eine Lewy-Body-Demenz diagnostiziert. Sie lebt gemeinsam mit ihrem erwachsenen Sohn in München.

## Demenzaktivistin
Helga Rohra bezeichnet sich selbst als Demenzaktivistin. Ihr Weg dorthin begann in einer Selbsthilfegruppe der Alzheimer-Gesellschaft München und führte sie über erste Interviews und einen Buchbeitrag, den sie noch unter Pseudonym veröffentlichte, zu ihrer Rolle als die bekannteste von einer Demenz betroffenen Aktivistin in Deutschland für „eine Bewusstseinsänderung zum Thema Demenz“, wie sie es auf ihrer eigenen Website formuliert.
2010 veröffentlichte der Mabuse-Verlag ihr Buch Aus dem Schatten treten, welches sie mit einem Schreibassistenten zusammen verfasst hat. Dieses Buch ist zusammen mit dem Buch Auf dem Weg mit Alzheimer. Wie es sich mit einer Demenz leben lässt des Münchener Unternehmers Christian Zimmermann (* 1950; † 2015) die erste Veröffentlichung von Menschen mit Demenz in Deutschland, in denen diese selbst zur Krankheit Stellung beziehen.
Sie war von 2010 bis 2014 als erste Betroffene überhaupt Vorstandsmitglied einer Alzheimer-Gesellschaft, der Alzheimer-Gesellschaft München. Sie nahm, unterstützt von der Deutschen Alzheimer Gesellschaft, an Tagungen von Alzheimer Europe teil, wo sie die Sicht der Betroffenen vertreten konnte und von Demenz betroffene Menschen aus anderen Ländern kennenlernte. Gemeinsam gründeten sie 2012 die European Working Group of People with Dementia, eine selbstorganisierte Interessenvertretung, die sich an der Scottish Dementia Working Group orientierte, einer schottischen, staatlich geförderten Initiative zur Interessenvertretung nur durch Betroffene selbst. Die European Working Group of People with Dementia trifft sich zwei- bis dreimal im Jahr in Brüssel oder Luxemburg und erarbeitet Empfehlungen für Alzheimer Europe. Helga Rohra war Gründungs-Chairperson dieser Gruppe und wurde im Oktober 2014 für zwei weitere Jahre als Chairperson wiedergewählt. Für die Sitzungsperiode 2018–2020 ist sie für die Societatea Alzheimer Romania, die rumänische Alzheimer-Gesellschaft, in der European Working Group tätig.
2014 wurde sie mit dem Deutschen Engagementpreis ausgezeichnet.
Helga Rohra ist vielfach als Sprecherin auf nationalen wie internationalen Demenzkongressen und Tagungen tätig.

## Publikationen
- Aus dem Schatten treten. Warum ich mich für unsere Rechte als Demenzbetroffene einsetze. Mabuse, 2011, ISBN 978-3-940529-86-2.
- Ja zum Leben trotz Demenz! Warum ich kämpfe. medhochzwei, 2016, ISBN 978-3-86216-283-3.